# Arturo Testa
Arturo Testa (n. 15 august 1932, Milano, Regatul Italiei – d. 12 mai 2021, Milano, Italia) a fost un cântăreț italian.